# Ekstensjonalność
Ekstensjonalność to własność języka lub pewnych jego struktur, polegająca na tym, że w języku tym bądź w otoczeniu owych struktur językowych podstawienia terminów mających ten sam zbiór desygnatów nie zmieniają prawdziwości zdań. W językach ekstensjonalnych zbiór desygnatów danego terminu można więc utożsamiać z jego znaczeniem.

## Przykłady

### Język teorii mnogości
Język teorii mnogości jest językiem ekstensjonalnym, gdyż w każdym zdaniu  p tej teorii zawierającym termin A można zastąpić A przez B jeśli tylko B ma te same desygnaty co A. Wynika to z aksjomatu ekstensjonalności.

### Języki naturalne
Język polski (i dowolny inny język naturalny) nie jest ekstensjonalny. By to pokazać należy wskazać takie zdanie p(A) zawierające pewien termin A i inny termin B mający ten sam co A zbiór desygnatów, że p(A) i p(B) (to samo zdanie p z B podstawionym za A) będą się różnić prawdziwością. Niech zdanie p(A) wygląda następująco:
```
"Nie jest możliwe by A było różne od dwa do trzeciej potęgi."
```

Niech A będzie:
```
"8"
```

i B:
```
"liczba planet Układu Słonecznego"
```

Oba terminy A i B mają ten sam jednoelementowy zbiór desygnatów zawierający liczbę 8 jako swój jedyny element. Zdanie p(A) stwierdza:
```
"Nie jest możliwe, by 8 było różne od dwa do trzeciej potęgi."
```

Jest więc prawdziwe. Zdanie p(B) stwierdza:
```
"Nie jest możliwe, by liczba planet Układu Słonecznego była różna od dwa do trzeciej potęgi."
```

Jest więc fałszywe, gdyż Układ Słoneczny wcale nie musi mieć (i de facto nie zawsze miał) 8 planet (jeszcze niedawno 9 spośród ciał Układu Słonecznego uważano za planety, a w historii zmian liczby obiektów uważanych za planety było więcej). Widzimy więc, że język polski nie jest ekstensjonalny.